# فرانتس ماسينات
فرانتس ماسينات (بالإنجليزية: Frantz Massenat)‏ مواليد 17 يناير 1992 في نيوجيرسي، هو لاعب كرة سلة أمريكي. بدأ مسيرته الاحترافية في سنة 2014. يلعب مع إي دبليو إي باسكتس أولدنبورغ في الدوري الألماني لكرة السلة كلاعب هجوم خلفي. يحمل الرقم 10. يبلغ طوله 6 قدم 4 بوصة (1.9 م).

## روابط خارجية
- فرانتس ماسينات على موقع الدوري الأوروبي لكرة السلة (الإنجليزية)
- فرانتس ماسينات على موقع الدوري الإسباني لكرة السلة (الإسبانية)
- فرانتس ماسينات على موقع كرة السلة الأوروبية.كوم (الإنجليزية)
- فرانتس ماسينات على موقع كلية كرة السلة في سبورتس رفرنس.كوم (الإنجليزية)
- فرانتس ماسينات على موقع ريلجم (الإنجليزية)
- فرانتس ماسينات على موقع بروبوليرز (الإنجليزية)
- فرانتس ماسينات على موقع سبورتس رفرنس (الإنجليزية)